# 鷹ノ子駅
鷹ノ子駅（たかのこえき）は、愛媛県松山市鷹子町にある、伊予鉄道横河原線の駅である。駅番号はIY16。

## 歴史
- 1967年（昭和42年）5月7日：開業。
- 1978年（昭和53年）3月14日：踏切を跨いだ東側に移転。

## 駅構造
単式ホーム1面1線を有する地上駅で、有人駅である。

## 駅周辺
- 鷹の子病院
- 愛媛県厚生農業協同組合連合会 愛媛県厚生連健診センター
- 大池
- 伊予鉄バス「鷹の子」停留所

## 隣の駅
伊予鉄道
■横河原線
久米駅 (IY15) - 鷹ノ子駅 (IY16) - 平井駅 (IY17)